# 1671 en arts plastiques
| Années des arts plastiques : 1668 - 1669 - 1670 - 1671 - 1672 - 1673 - 1674    |
| Décennies des arts plastiques : 1640 - 1650 - 1660 - 1670 - 1680 - 1690 - 1700 |

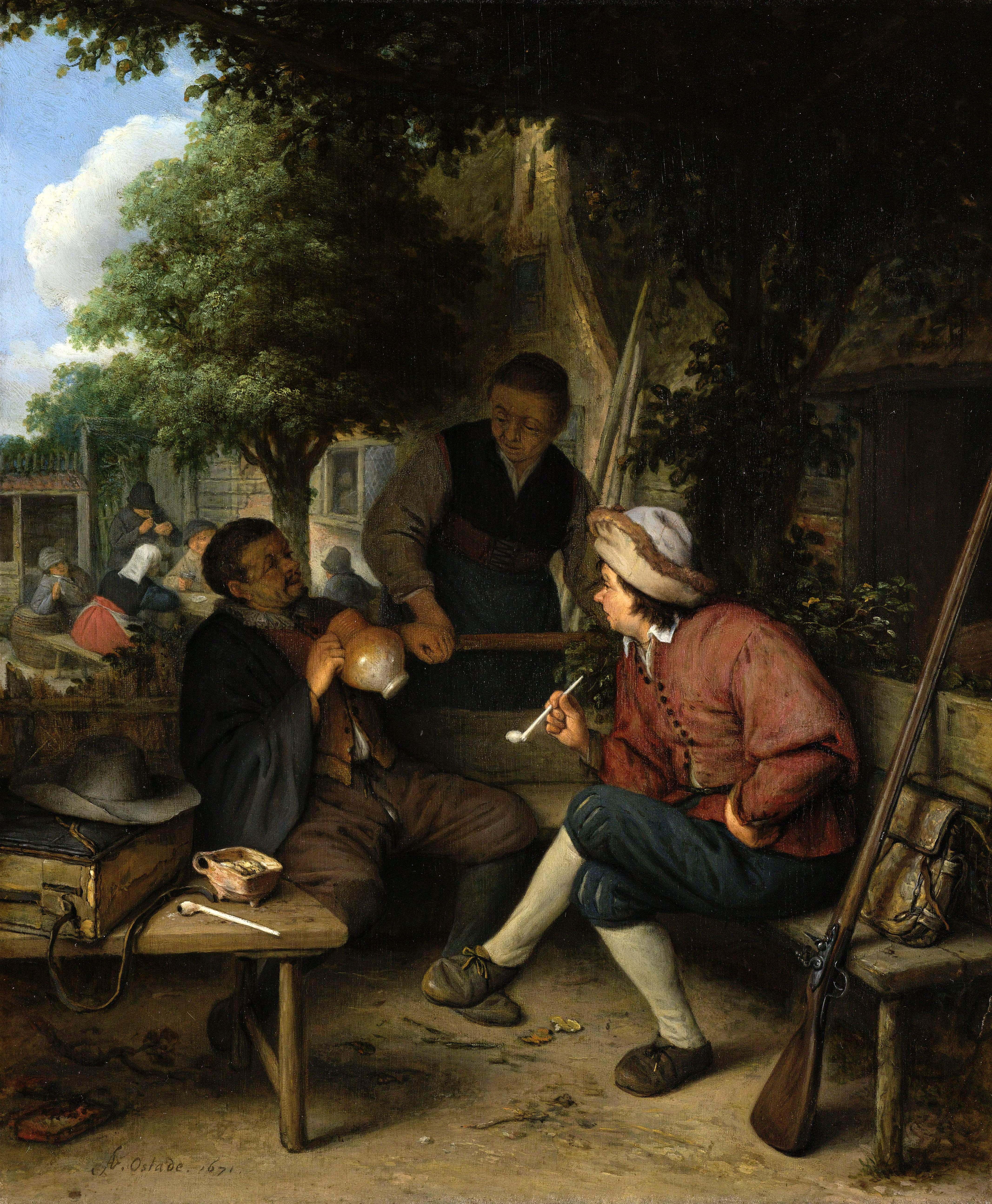
Le repos des voyageurs, toile d'Adriaen van Ostade.

Cette page concerne l'année 1671 en arts plastiques.

## Événements
- Début de la querelle entre poussinistes et rubénistes à l'Académie royale de peinture et de sculpture à Paris, pour déterminer si, dans la peinture, le plus important réside dans le tracé ou dans la couleur.

## Œuvres
- Début de la réalisation par Pierre Puget de ces deux œuvres Milon de Crotone et Alexandre et Diogène (musée du Louvre)

## Naissances
- 9 janvier : Jean-Baptiste van Mour, peintre français († 22 janvier 1737),
- 14 janvier : Andrea Procaccini, peintre baroque italien († 1734),
- 24 février : Donato Creti, peintre rococo italien de l'école bolonaise († 31 janvier 1749),
- 15 mars : Thomas Restout, peintre français († 2 mai 1754),
- 3 octobre : Jean Le Gros, peintre français († 27 janvier 1745),
- Philip van Kouwenbergh, peintre néerlandais († 1729).

## Décès
- 9 mars : Willem Eversdijck, peintre néerlandais (né vers 1620)
- 8 mai : Sébastien Bourdon, peintre français (° 2 février 1616),
- ? :
  - Alessandro Badiale, peintre et graveur baroque italien de l'école bolonaise (° 1626),
  - Sebastián Herrera Barnuevo, architecte, sculpteur et peintre baroque espagnol (° 1619),
  - Wu Weiye, peintre chinois (° 1609).